# Summer of Love
De Summer of Love was een van de hoogtepunten van de hippiecultuur in de jaren 60. Ze vond plaats in Haight-Ashbury, een buurt in San Francisco, in 1967.

## Voorgeschiedenis
Die wijk was al een poosje het middelpunt van jongeren die zich afzetten tegen de gevestigde orde, wilden experimenteren met drugs en zich steeds meer verzetten tegen de oorlog in Vietnam. Al enkele jaren daarvoor hadden Ken Kesey en zijn Merry Pranksters en de Diggers al een dubieuze reputatie verworven als promotors van LSD, maar ook door hun oppositie tegen de oorlog en hun tegendraadse gedrag in het algemeen. Met enige regelmaat organiseerden de Merry Pranksters zogenaamde Acid Tests: bijeenkomsten die de hele nacht duurden waarbij gratis LSD werd uitgedeeld en luide muziek uit tientallen luidsprekers schalde. De muziek werd vaak verzorgd door Grateful Dead.
Op 24 maart 1965 organiseerde de Students for a Democratic Society (SDS) de eerste acties tegen de escalatie van de oorlog in Vietnam. Drieduizend mensen waren aanwezig.

## 1967
Op 14 januari 1967 begon er wat te bewegen in de hippiebeweging toen twintig- tot vijftigduizend mensen aanwezig waren bij de Gathering of the Tribes in het Golden Gate Park in San Francisco. Allen Ginsberg, die het festival mede georganiseerd had, las voor uit eigen werk en bands als Jefferson Airplane, Grateful Dead en Quicksilver Messenger Service omlijstten de optredens met muziek. De beweging dijde uit en op 10 april startte de Vietnam-week: oproepkaarten voor militaire dienst werden verbrand en op 15 april demonstreerden 400.000 mensen in New York tegen de oorlog.
In juni werd het Monterey Pop Festival gehouden. Dat festival betekende een doorbraak voor veel nieuwe bands en toonde de hippiecultuur aan een groter publiek. Het tijdschrift Time besteedde een hele editie aan de hippies en Haight-Ashbury trok steeds meer mensen – zowel sympathisanten als nieuwsgierigen. Hoewel de sfeer tijdens de Summer of Love uitstekend was, voelde de wijk de toenemende druk van die volksmassa. Ook kwamen de nadelen van de idealen van de hippies – vrije liefde, gratis drugs, een speurtocht naar alternatieve levenswijzen en vreedzame communicatie – naar voren. Geslachtsziektes namen toe, net als het aantal verkrachtingen. Dit hing samen met het in omloop brengen van gevaarlijke drugs en de influx van verslaafde Vietnamveteranen: de sfeer veranderde en de criminaliteit nam toe.
Steeds meer oorspronkelijke hippies trokken zich terug uit San Francisco. Zelfs Grateful Dead – die Haight-Ashbury als thuisbasis hadden gehad – waren de nieuwe ontwikkelingen zat en gingen weg. De Summer of Love ging ten onder aan haar eigen succes, maar wellicht ook aan haar eigen naïviteit.

## Second Summer of Love
In het Verenigd Koninkrijk worden de zomers van 1988 en 1989 ook wel de Second ('Tweede') Summer of Love genoemd. In die tijd kwamen in de grote Engelse steden de rave-feesten op. Op veel (al dan niet legale) dansfeesten werd house - en in het bijzonder acid house - gedraaid. De smiley was een veelgebruikt symbool en stond afgebeeld op kleding en op de populaire ecstasypillen. 